# 松原ひろし
松原 ひろし（まつばら ひろし、1960年〈昭和35年〉10月27日 - ）は、富山県富山市出身の日本のキーボーディスト、作曲家、編曲家である。O型。
長年、松原博の名義で活動してきたが、2014年より松原ひろしに改名した。

## 経歴
6歳よりクラシックピアノを始める。
12歳の時にディープ・パープルのハイウェイ・スターを聴き、Rockに目覚める。
1978年、高校卒業後、大学進学のため上京。
1981年、「朝倉紀幸＆GANG」でラジオシティレコードよりデビュー。
3枚のシングルと2枚のアルバムをリリース。
バンド解散後、尾崎豊、TUBE、杉山清貴&オメガトライブ等のレコーディング、ツアーに参加。
1987年　「No-side」でワーナーパイオニアより再デビュー。
3枚のシングルと2枚のアルバムをリリース。
バンド解散後はフリーとなり作曲や編曲、またステージにおいては、キーボードプレイヤーのみならず、ギターも担当するなど幅広いパフォーマンスにも評価を得るようになる。
現在も多数のレコーディング、作曲やサウンドプロデュース、ツアーメンバーを務めている他、自宅スタジオでの「1人完パケ」を得意とする。
2022年11月、歌手のややとの結婚を公表。

## レコーディング
- 尾崎豊
- 真心ブラザーズ
- AURA
- 沢田研二
- 小泉今日子
- 井上昌己
- 小野正利
- TOKIO
- やや

他多数

## ツアー、ライブ
- 尾崎豊
- TUBE
- AURA
- 杉山清貴&オメガトライブ
- 浜田麻里
- 井上昌己
- 小野正利
- 柳葉敏郎
- やや
- かとうれいこ
- 南こうせつ
- 森公美子
- 当山ひとみ
- 水木一郎
- ささきいさお

他多数

## 映像関連
- アニメ メジャー
- ゲーム天誅
- ミュージカル LINK〜愛にすべてを音楽監督
- 井上昌己DVD「on/off」音楽監督

他多数

## 楽曲提供
- やや
- 祭五郎
- BIG LIFE